# Josh Selby
Pour les articles homonymes, voir Selby (homonymie).
Josh Selby, né le 27 mars 1991 à Baltimore, dans le Maryland, est un joueur américain de basket-ball. Il évolue au poste d'arrière.

## Biographie
En janvier 2014, Selby signe un contrat avec le Cibona Zagreb.